# Chiesa Stavropoleos
La chiesa Stavropoleos (in romeno Biserica Stavropoleos) è la chiesa ortodossa del monastero omonimo, che sorge nel centro di Bucarest, In Romania.
Rappresenta un capolavoro dell'architettura rumena secondo lo stile Brâncoveanu.

## Storia e descrizione

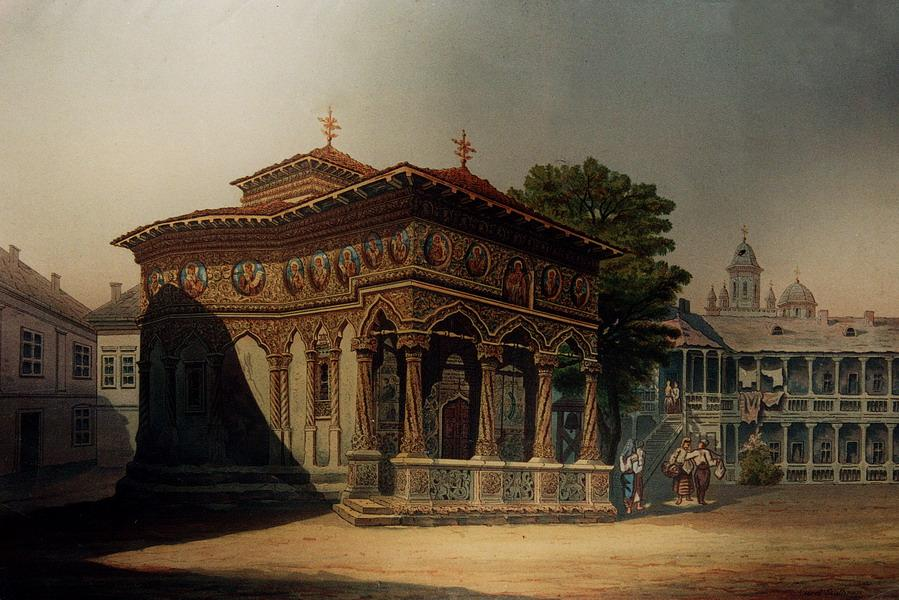
Il complesso in un dipinto del 1883 di Carl Isler.

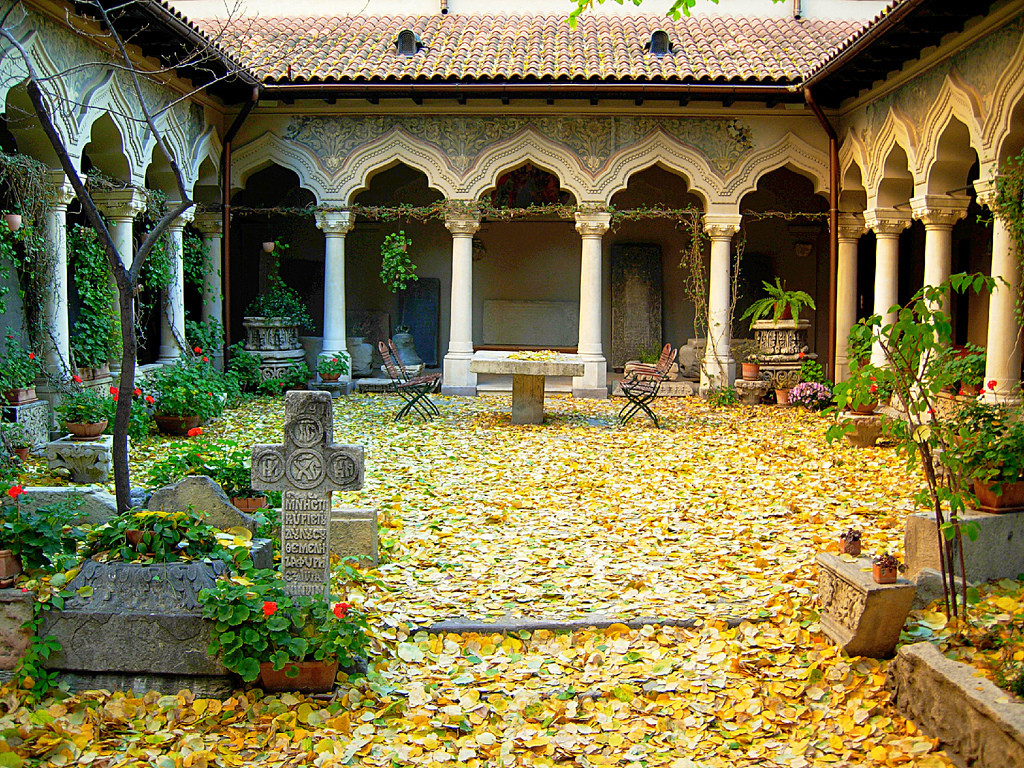
Il chiostro.

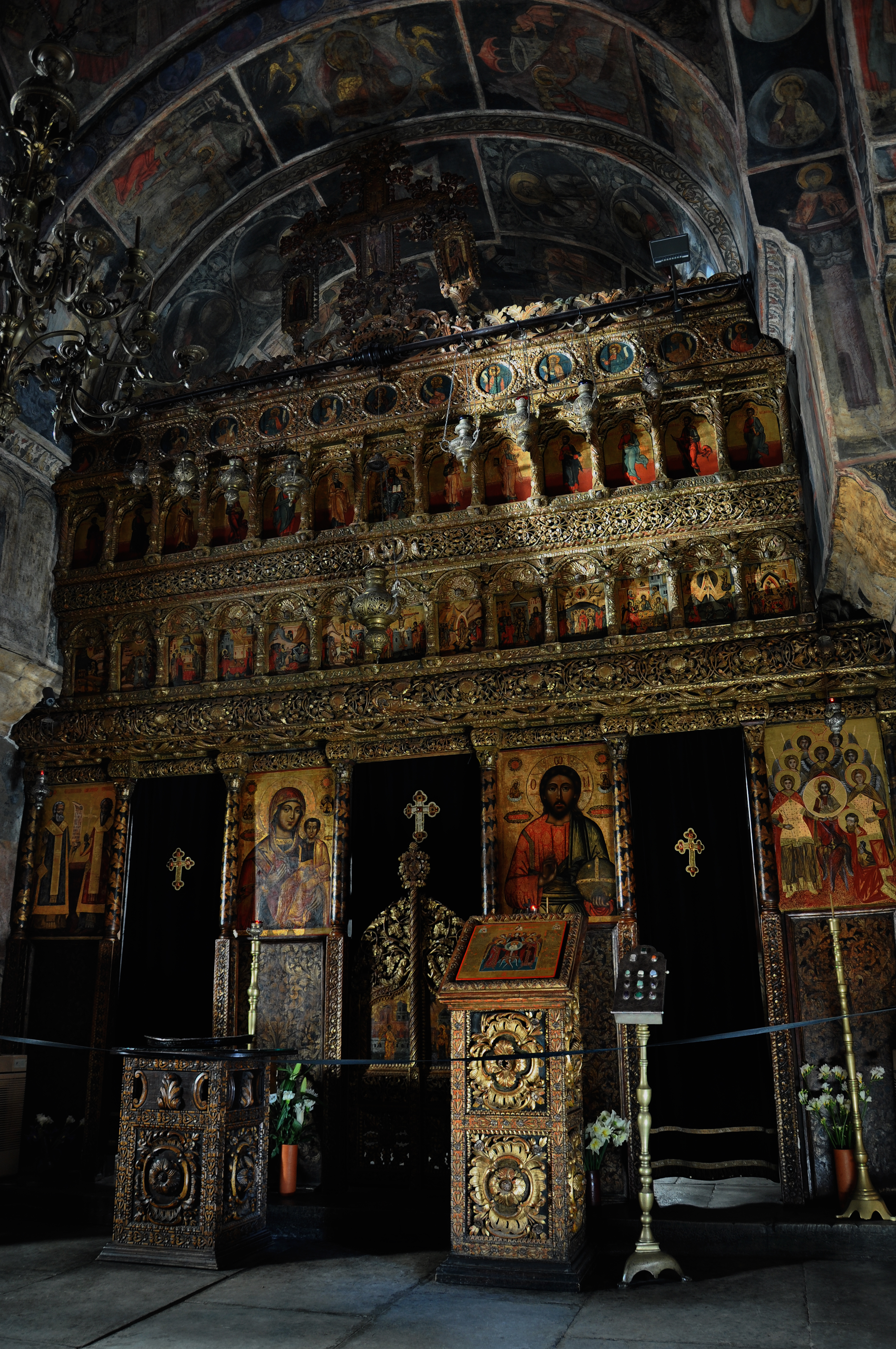
L'iconostasi.

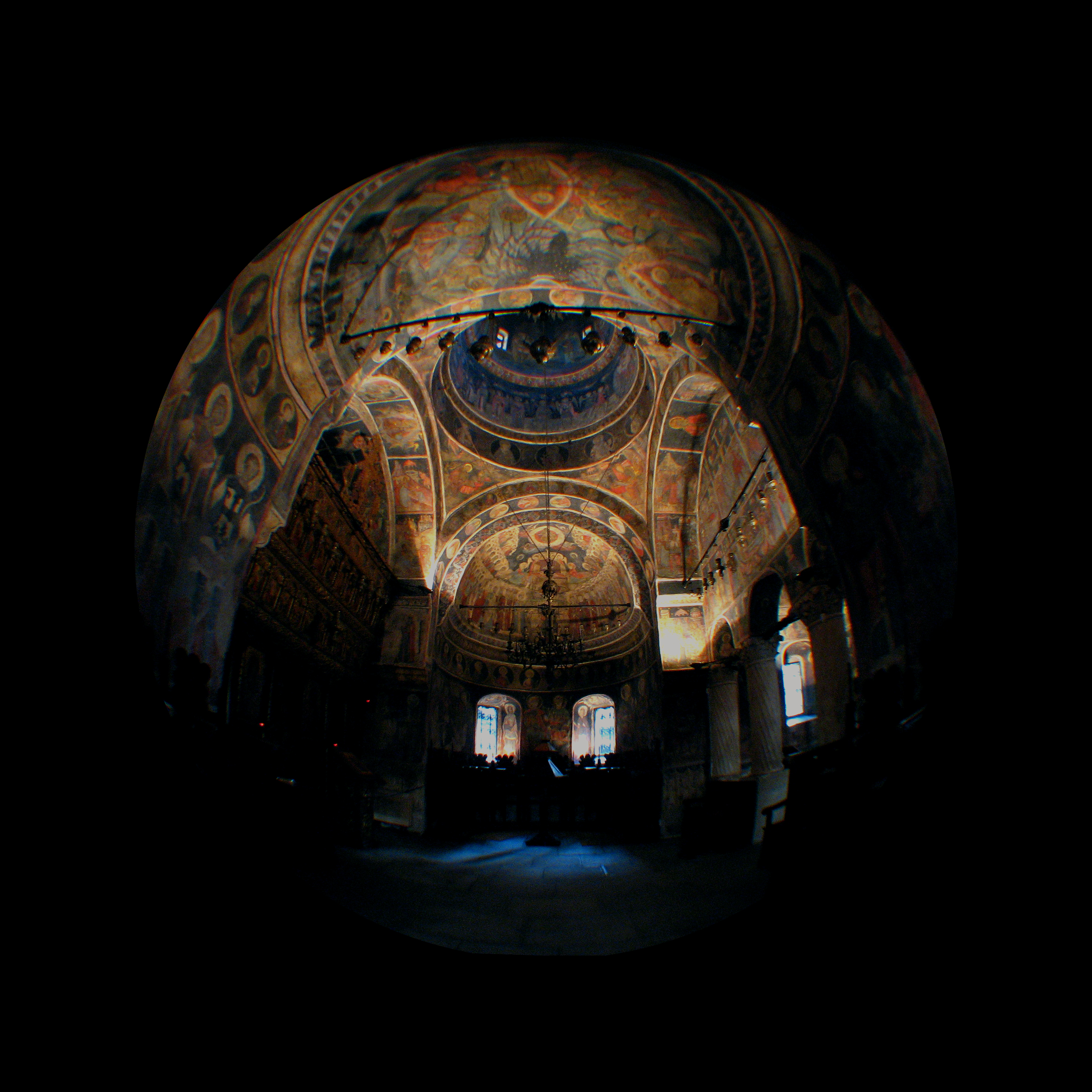
Veduta dell'interno.

La chiesa e il relativo monastero vennero eretti nel 1724 per volere dell'archimandrita Ioanichie Stratonikeas, originario dell'Epiro, poi divenuto metropolita di Stavropol' nel 1726, ed esarca di Caria. Da questo momento il complesso prese il nome di Stavropoleos. Ioanichie morì il 7 febbraio 1742 ed è sepolto nella chiesa.
Nel 1897 l'architetto Ion Mincu intraprese una profonda campagna di restaurazioni, ristrutturazione e ricostruzione del complesso. Tutti gli edifici annessi del monastero vennero demoliti solo la chiesa venne lasciata. Tuttavia quest'ultima subì i danni di terremoti che minacciavano di far cadere la cupola. Gli affreschi della cupola vennero restaurati all'inizio del XX secolo. Oggi oltre la chiesa si possono vedere un grazioso chiostro a archetti polilobati e un edificio dei primi del '900 che accoglie una biblioteca, una sala di conferenze e un museo.
La chiesa è miracolosamente scampata anche alle distruzioni dell'epoca di Ceaușescu, e la vita monastica ha mantenuto e ripreso il suo corso.

## Descrizione
La chiesa è un edificio di modeste dimensioni che riflette le tipiche caratteristiche dell'architettura rumena: torre-cupola a dominio sul naòs, pianta trilobata e portico sulla facciata.
Sul fronte si apre il bel portico marmoreo a cinque arcate polilobate sorretto da colonne dai ricchi capitelli poggianti su una fine balaustra traforata con motivi vegetali e zoomorfi. Il modulo delle arcate continua, cieco, su tutto il contorno dell'edificio, al di sopra corre un cornicione marmoreo a motivi floreali che lo separati dalla parte superiore. Quest'ultima è decorata da una banda affrescata con fogliami e ritmata da medaglioni recanti figure di Santi.
Si accede attraverso un piccolo nartece, cupolato, separato da colonne marmoree scanalate. L'interno è a pianta centrale con tre absidi rotonde e cupola centrale. Tutte le superfici sono rivestite di affreschi, originali dell'epoca della costruzione. L'abside di fondo è chiusa da una ricca iconostasi, in legno finalmente intagliato, che mostra delle icone antiche su fondo dorato.

## Galleria d'immagini

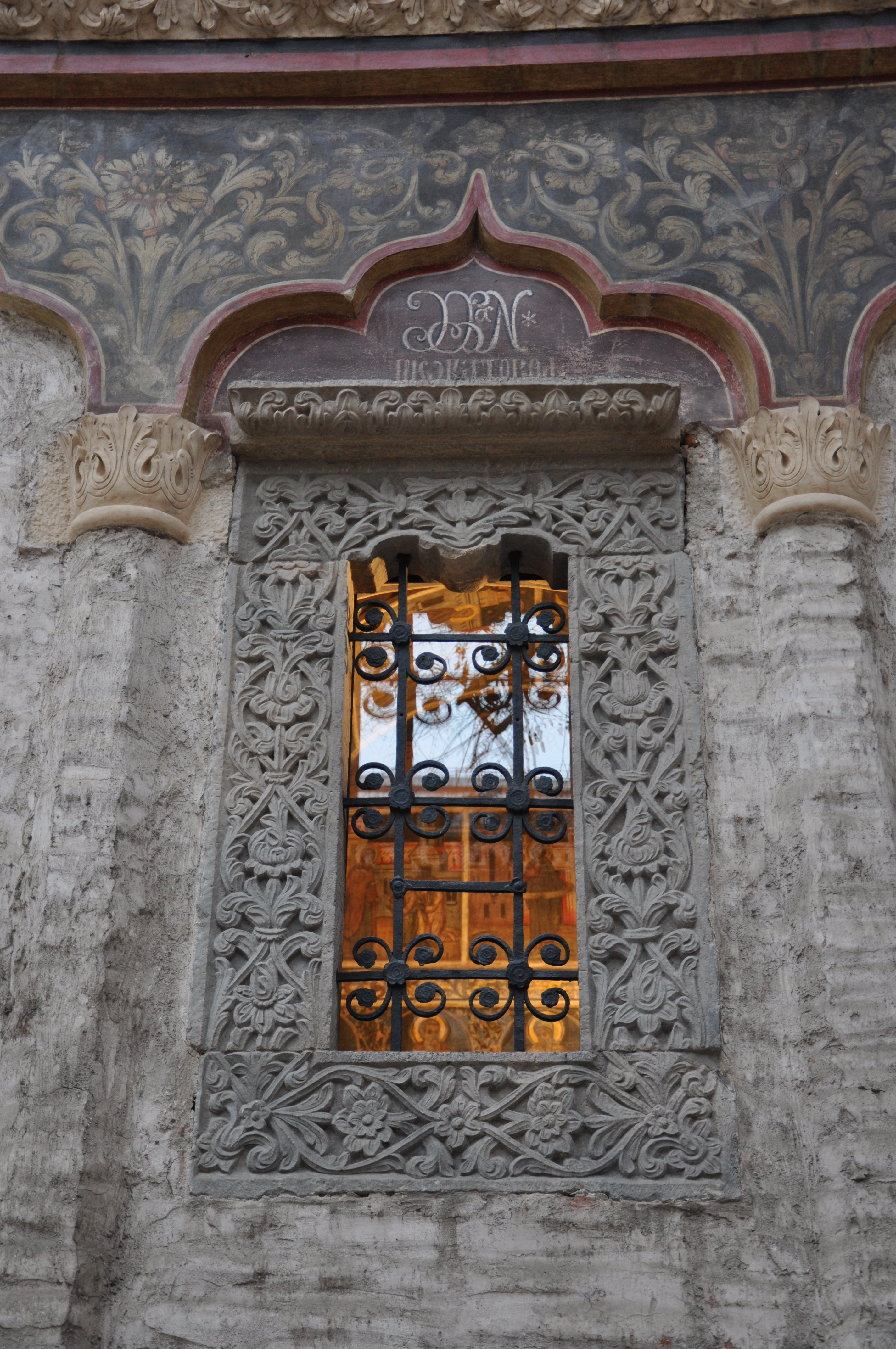
Particolare di una finestra.
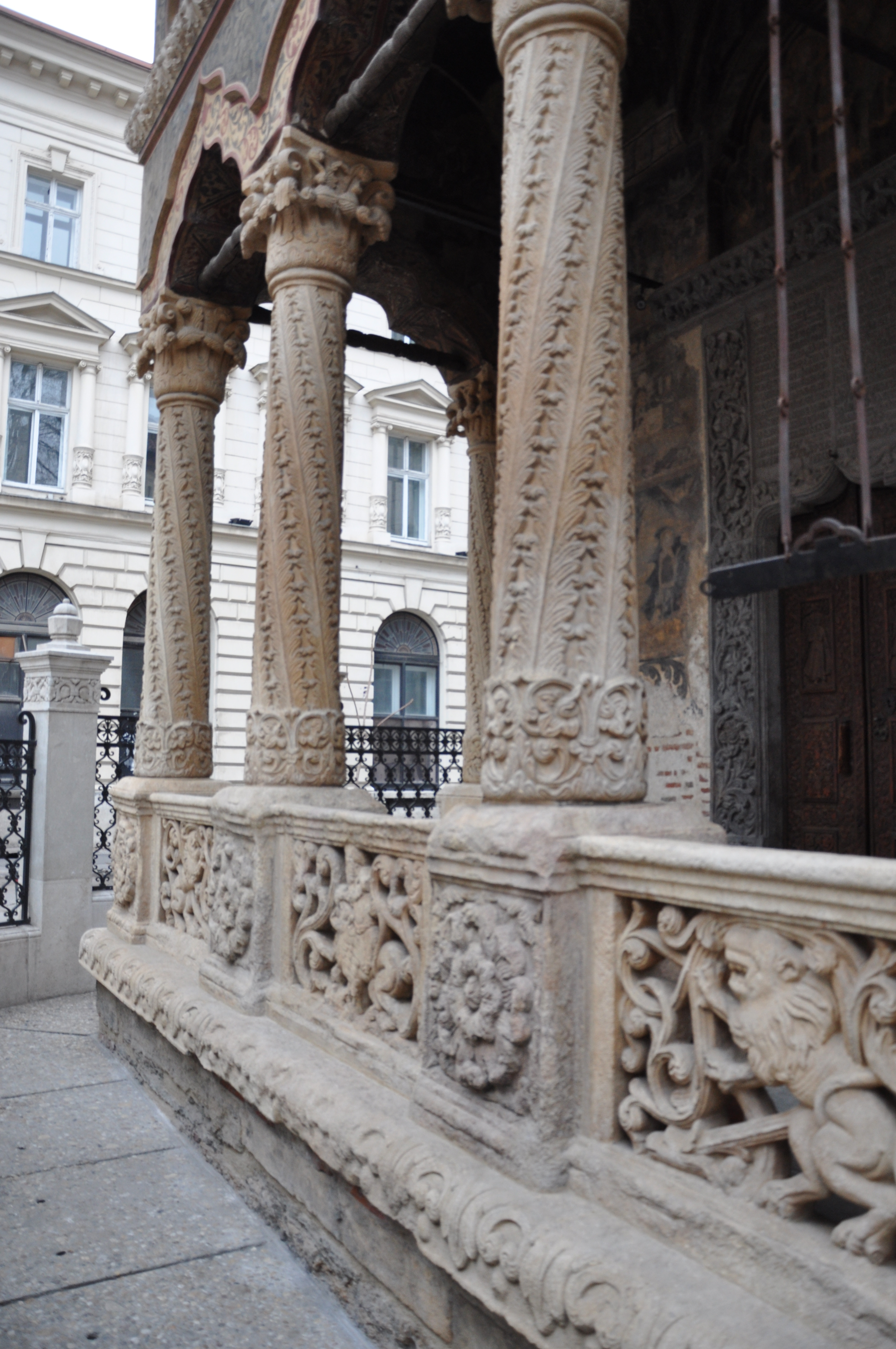
Il portico.
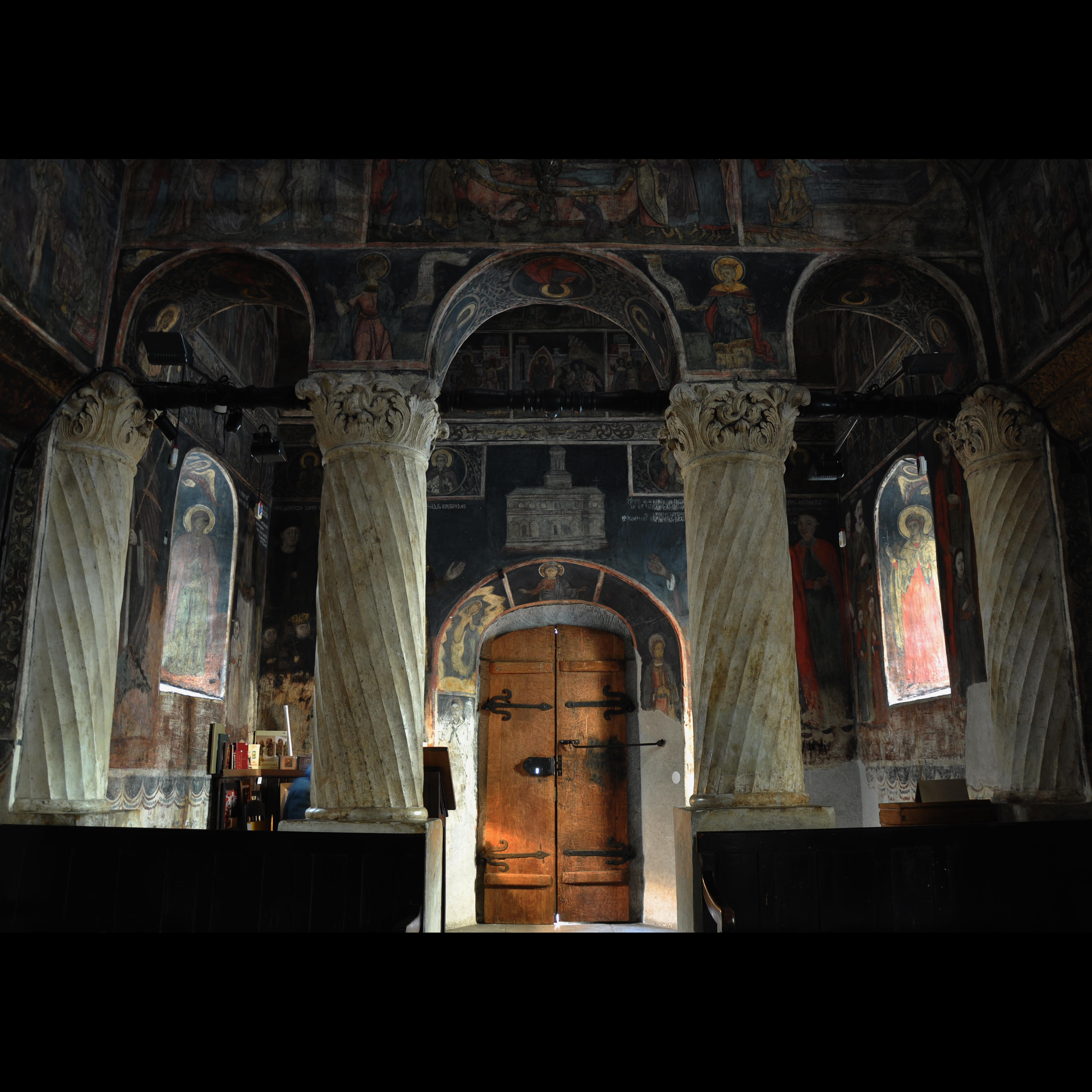
Il nartece dell'interno.
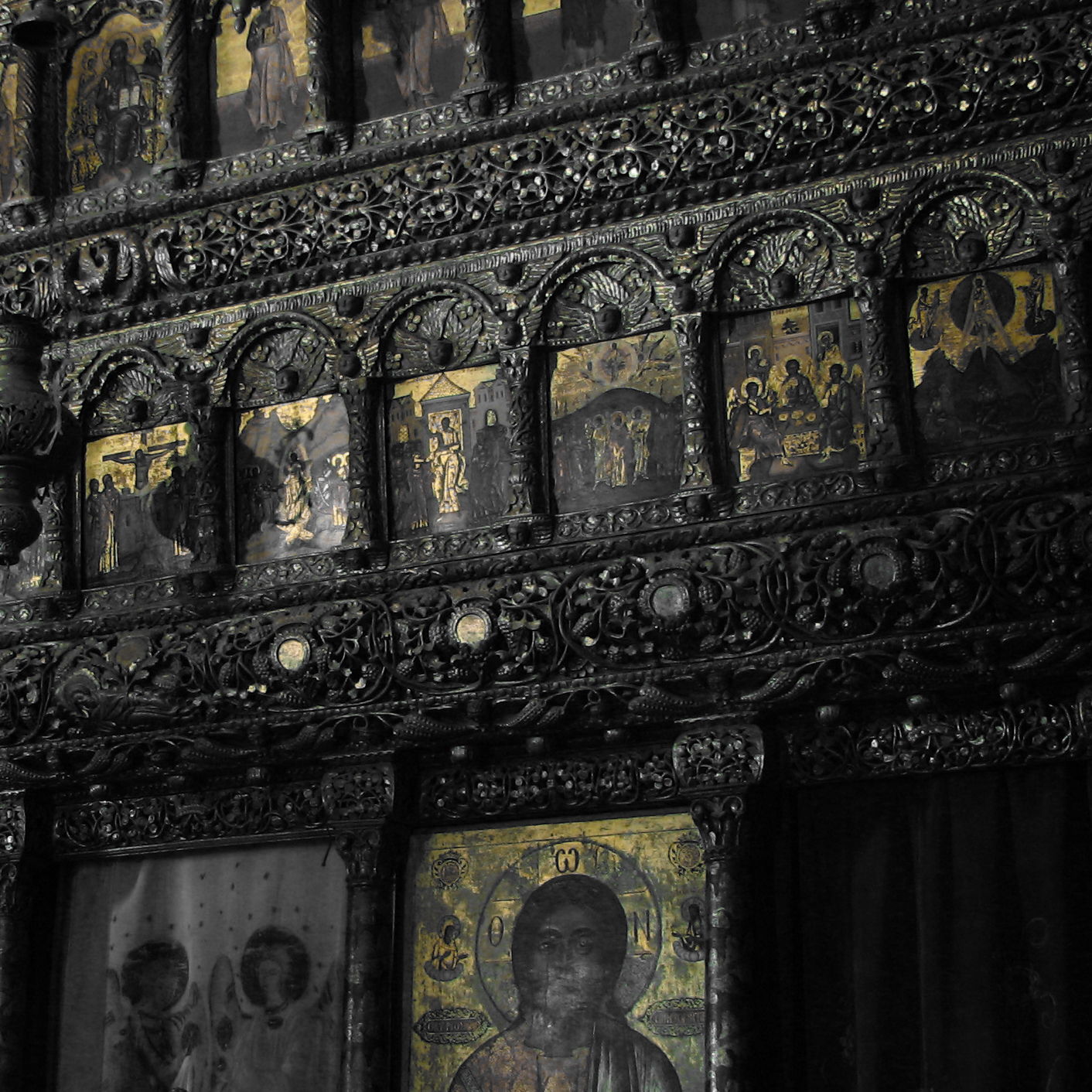
Dettaglio dell'iconostasi
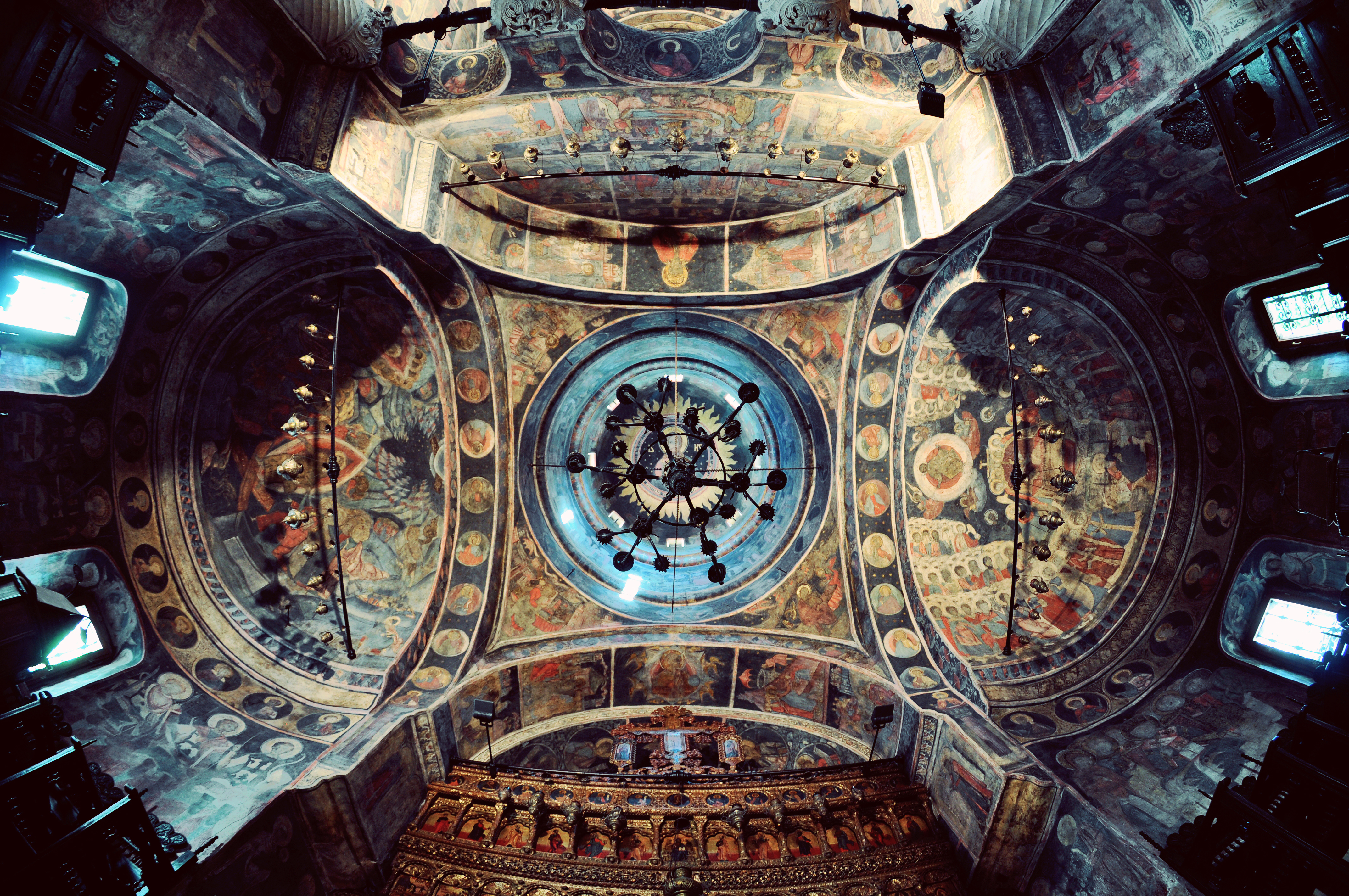
Le volte.